# دیس‌ماهی سبز
دیس‌ماهی سبز (نام علمی: Symphysodon tarzoo) گونه‌ای از سیکلیدهای بومی برزیل است. به‌طور خاص، به رودخانه‌های غرب حوضه آمازون از کمان پوروس، هر چند گاهی در پایین‌دست یافت می‌شود. جمعیت معرفی‌شده در رودخانه نانای بر اساس ذخایر منطقه تفه است. دیس‌ماهی سبز در زیستگاه‌های آب سیاه با دمای بالای ۲۷–۳۰ درجه سلسیوس (۸۱–۸۶ درجه فارنهایت) و پی‌اچ پایین ۴٫۸–۵٫۹ یافت می‌شود. اگرچه از آب‌های سفید نیز شناخته می‌شود، اما ترجیح آن برای زیستگاه‌های لنتیک مانند دشت‌های سیلابی به این معنی است که آب دارای مواد معلق کمی است (برخلاف بخش‌های اصلی رودخانه‌های آب سفید).